# Cruzeiro do Sul Futebol Clube
Le Cruzeiro do Sul Futebol Clube était un club brésilien de football basé à Manaus dans l'État de l'Amazonas.

## Palmarès
- Championnat de l'Amazonas :
  - Champion : 1928, 1930